# Ronde van Bihor
De Ronde van Bihor was een meerdaagse wielerwedstrijd in het Roemeense district Bihor. De wedstrijd werd voor het eerst georganiseerd in 2016 en maakte deel uit UCI Europe Tour, in de categorie 2.2.
De eerste editie werd gewonnen door de Colombiaan Egan Bernal, voor zijn land- en ploeggenoot Rodolfo Torres en Matteo Fabbro. De andere drie edities werden ook door Colombianen gewonnen.
De laatste editie vond plaats in 2019, vanwege de coronapandemie is de wedstrijd sinds 2020 niet meer georganiseerd.

## Lijst van winnaars

### Overwinningen per land
| Overwinningen | Land     |
| ------------- | -------- |
| 4             | Colombia |

2005 · 
2006 · 
2007 · 
2008 · 
2009 · 
2010 · 
2011 · 
2012 · 
2013 · 
2014 · 
2015 · 
2016 · 
2017 ·
2018 ·
2019 ·
2020 ·
2021 ·
2022 ·
2023 ·
2024 ·
2025
Belangrijkste etappewedstrijden

Internationaal Wegcriterium · Driedaagse Brugge-De Panne · Ronde van de Alpen · Vierdaagse van Duinkerke · Ronde van Beieren · Ronde van Noorwegen · Ronde van België · Ronde van Luxemburg · Ronde van Oostenrijk · Ronde van Wallonië · Ronde van Burgos · Ronde van Denemarken · Arctic Race of Norway · Ronde van Groot-Brittannië
Belangrijkste eendaagse wedstrijden

Trofeo Laigueglia · GP Lugano · GP Nobili Rubinetterie · Dwars door Vlaanderen · Scheldeprijs · Brabantse Pijl · GP Kanton Aargau · Brussels Cycling Classic · GP Fourmies · Primus Classic Impanis-Van Petegem · Ronde van de Drie Valleien · Milaan-Turijn · Ronde van Piemonte · Ronde van het Münsterland · Ronde van Emilia · Parijs-Tours · GP Bruno Beghelli